# つもりヤモリ
「つもりヤモリ」は、2015年にNHKの番組『みんなのうた』で放送された歌である。作詞：下地悠、Jam9、小林照弘 / 作曲：Jam9、家原正樹 / 歌：田中真弓。

## 概要
「○○しているつもり」などの「つもり」を常食している、「つもりヤモリ」という名の架空のヤモリを歌った曲である。
田中真弓にとっては初の『みんなのうた』出演作。